# Autósport és Formula Magazin
Az Autósport és Formula Magazin Magyarország nyomtatott motorsport magazinja, amely elődjével, a Formulával együtt 2000 áprilisától kapható. Alapötlete a skandináv Egmont kiadó keretein belül született, a cég a finn autóversenyző, Mika Hakkinen két világbajnoki címét és népszerűségét kihasználva több országban is azonos tartalmú, F1-es témájú lapot indított. Budapesten ezt két éven keresztül a főként gyermekkönyveket megjelentető leányvállalat gondozta, de a lap 2002-től egy szakmai kiadó birtokába került. Jelenleg a Beta Press Kft. jelenteti meg az újságot.
A magazin kezdetben kizárólag a Formula–1-es világbajnokság történéseiről tudósított, de pár év elteltével más nemzetközi szériák (WRC, MotoGP, WTCC-WTCR, WEC, DTM, Formula–E) és a magyar autós-motoros bajnokságok felé (rali, autókrossz, ralikrossz, autós gyorsasági, tereprali, gokart, drag, drift, motoros gyorsasági, motokrossz) is nyitott, ezzel párhuzamosan az autózás legfrissebb híreivel is foglalkozik, mentpróbákat közöl.
A kiadó a rendszeresen megjelenő magazin mellett különszámokat is piacra dobott, emellett létrehozta a Formula.hu weboldalt - utóbbi a hozzá kapcsolódó Facebook-oldallal együtt a vállalat zászlóshajójaként funkcionál. A Beta Press Kft. évente szezonösszefoglaló könyveket jelentet meg (Száguldás és cirkusz, Autósport évkönyv), televíziós műsorokat készít (SpílerTV és FIXTV), podcastot üzemeltet (Formula Podcast), illetve rendszeresen megrendezi a TOP50 Magyar Autóversenyző Gálát.